# Fritz Maass

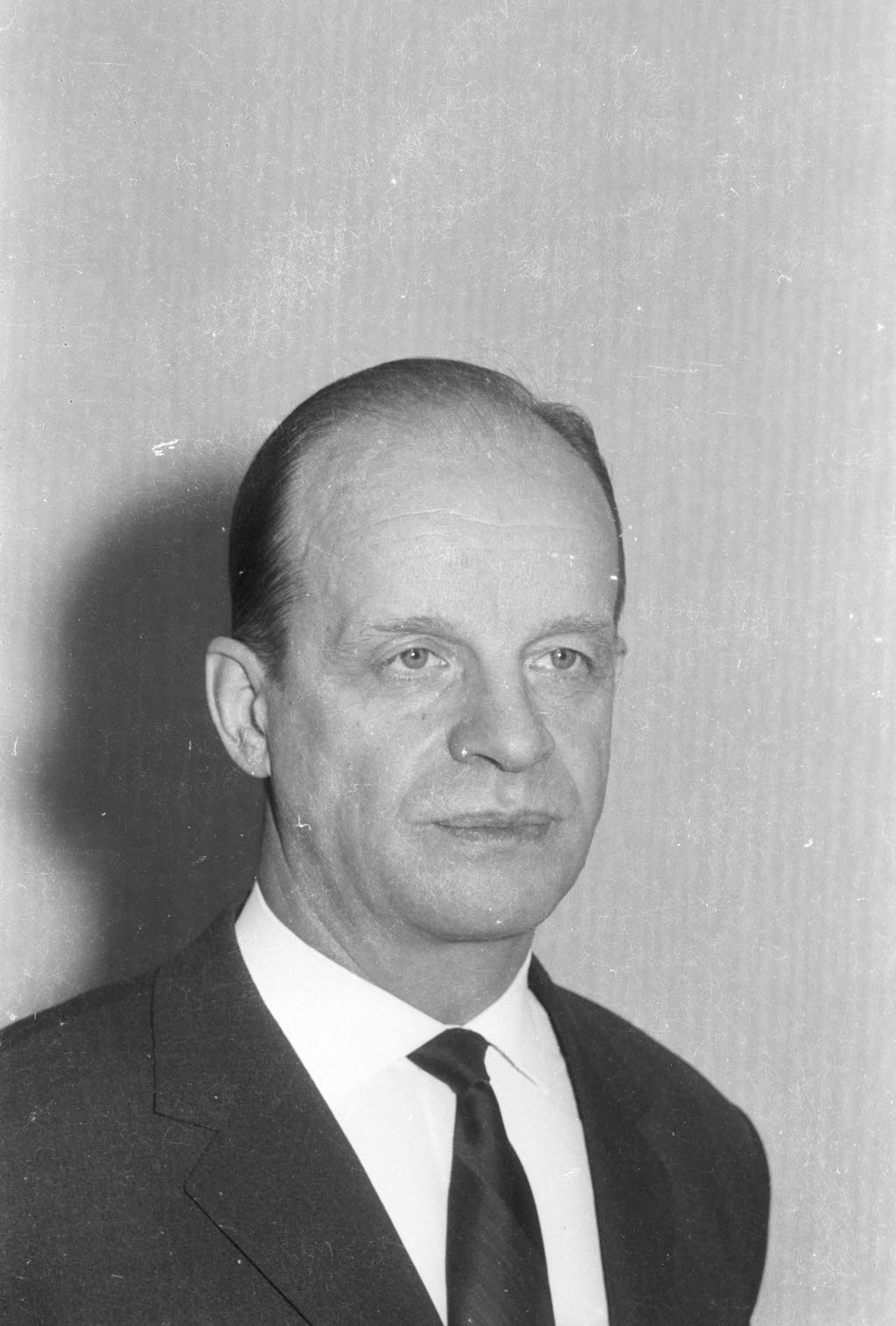
Fritz Maass (1965)

Fritz Maass, auch Maaß, vollständiger Name: Fritz Otto Ernst Moritz Maaß (* 15. Februar 1910 in Naugard, Pommern; † 12. März 2005 in Bad Nauheim) war ein deutscher evangelischer Theologe und Professor für Altes Testament an der Kirchlichen Hochschule Berlin und an den Universitäten Kiel und Mainz.

## Leben und Wirken
Nach dem Abitur studierte Maass von 1928 bis 1930 Evangelische Theologie und Germanistik an der Universität Berlin. Ab 1930 studierte er Orientalische Philologie an der Universität Halle; 1934 bestand er hierin sein 1. Staatsexamen. Anschließend war er wissenschaftlicher Assistent für Altes Testament in Halle (1934/35) und Berlin (1935/36). in Halle war er Mitglied der Deutschen Christlichen Studentenvereinigung geworden; im November 1933 trat er mit dem gesamten Hallenser DCSV der SA bei, damit, so seine spätere Einschätzung, begann eins der dunkelsten Kapitel meines Lebens.
1936 wurde er als Hilfsprediger an die deutsche Erlöserkirche in Jerusalem entsandt und unterrichtete an der Deutschen Schule. Während dieser Zeit vollendete er seine Dissertation zur Formgeschichte der Mischna. Mit besonderer Berücksichtigung des Traktats Abot, mit der er 1938 an der Universität Halle zum Lic. theol. promoviert wurde. Bei Beginn des Zweiten Weltkriegs Anfang September 1939 wurde er nach Deutschland repatriiert, wo ihm die Einziehung zum Kriegsdienst bevorstand.
Im Dezember 1939 erhielt er jedoch durch den Leiter des Kirchlichen Außenamtes, Theodor Heckel, das Angebot, die evangelische Gemeinde in Shanghai zu übernehmen. Dafür wurde er auf fünf Jahre vom Wehrdienst freigestellt. Er reiste am 1. Februar aus Deutschland ab und erreichte Shanghai am 23. Februar 1940. Neben der Gemeindearbeit übernahm er den Religionsunterricht an der deutschsprachigen Kaiser-Wilhelm-Schule. Elisabeth van Raamsdonk-Maass aus den Niederlanden war in der evangelischen Gemeinde in Shanghai bereits tätig und wurde seine Frau. Es gelang ihm, die Kinder- und Jugendarbeit der Gemeinde auszubauen und ein eigenes Nachrichtenblatt für die Gemeinde zu etablieren.
Durch freimütige Artikel und kritische Aussagen gegenüber dem Hitler-Regime zog er sich schon nach kurzer Zeit den Unmut vor allem der NSDAP-Ortsgruppe zu. Dies führte im Oktober 1942 zunächst dazu, dass ihm der Religionsunterricht an der deutschen Schule entzogen wurde. Gegen den Willen der Partei unterstützte er offen Emigranten wie die Künstlerin Emma Bormann, der er Verkaufsausstellungen in seiner Wohnung ermöglichte. Er pflegte eine ungewohnt tolerante Amtsführung. Als die protestantischen Flüchtlinge aus Deutschland, die nach den Rassegesetzen als Nichtarier galten oder deren Familienangehörigen waren, 1943 im Shanghaier Ghetto im Stadtteil Hongkou interniert wurden, machte Maass regelmäßig Besuche, unterstützte sie in Zusammenarbeit mit dem Ökumenischen Rat der Kirchen und begann, auch dort Gottesdienste zu feiern. Daraufhin wurde er im Sommer 1944 aus dem Dienst der Kirchengemeinde entlassen. Er blieb aber in Shanghai.
1947 kehrte er nach Deutschland zurück und wurde zunächst wieder als Seelsorger und Pfarrer eingesetzt. Zugleich assistierte er Leonhard Rost beim Wiederaufbau des Institutum Judaicum an der Humboldt-Universität zu Berlin. Nach seiner Habilitation über Exstase im alttestamentlichen Prophetentum 1950 wirkte er als Dozent an der Kirchlichen Hochschule Berlin sowie an der Humboldt-Universität. 1964 wurde er als Professor für Altes Testament an die Universität Kiel berufen; nach fünf Jahren folgte er im Frühjahr 1969 einer Berufung auf die Professur für Altes Testament und Biblische Archäologie an die Universität Mainz. Dort lehrte er bis zu seiner Emeritierung. Seinen Ruhestand verbrachte er mit Familie in Denzlingen bei Freiburg.

## Akademische Karriere
1934–1935: wiss. Assistent für Theologie: Martin-Luther-Universität Halle-Wittenberg in Halle a. d. Saale

1935–1936: wiss. Assistent für Theologie: Humboldt-Universität zu Berlin (1946-), Friedrich-Wilhelms-Universität zu Berlin (–1946) in Berlin

1948–1958: Privatdozent für Altes Testament: Kirchliche Hochschule Berlin in Berlin

1951–1958: Privatdozent für Altes Testament: Humboldt-Universität zu Berlin (1946-), Friedrich-Wilhelms-Universität zu Berlin (–1946) in Berlin

1958–1964: o. Professor für Altes Testament: Kirchliche Hochschule Berlin in Berlin 

1961–1962: Rektor Kirchliche Hochschule Berlin in Berlin

1964–1969: o. Professor für Altes Testament: Institut für Alttestamentliche Wissenschaft und Biblische Archäologie in Kiel

1969–1975: Professor für Altes Testament: Johannes Gutenberg-Universität Mainz in Mainz

## Werke
- Formgeschichte der Mischna: mit besonderer Berücksichtigung des Traktats Abot. Berlin: Junker und Dünnhaupt 1937, zugl.: Halle, Theol. Diss. (= Neue deutsche Forschungen 165; Neue deutsche Forschungen / Abteilung Orientalische Philologie und Kulturgeschichte 2)
- (Hrsg.) Das ferne und nahe Wort: Festschrift Leonhard Rost zur Vollendung seines 70. Lebensjahres am 30. Nov. 1966 gewidmet. Berlin: Töpelmann 1967 (= BZAW 105)
- (mit Rudolf Sellheim, Hrsg.): Otto Eißfeldt – Kleine Schriften. 5. Band. Mohr (Paul Siebeck), Tübingen 1973, ISBN 3-16-131632-0.
- Was ist Christentum? Tübingen: J.C.B. Mohr (Paul Siebeck) 1978 ISBN 3-16-141201-X, 2. Auflage 1981, 3. Auflage 1982 ISBN 3-16-144532-5

### Eigenveröffentlichungen
- Was ist fällig? Waldkirch: Waldkircher Verlagsgesellschaft 1985
- Von Jerusalem nach Shanghai. Abschied vom Konfessionalismus. Denzlingen 1987
- Vom neuen Bekenntnis zu Gott. Satz und Druck Horst Schmitz, Freiburg 1989
- Bekenntnis zu Jesus. Satz und Druck Horst Schmitz, Freiburg 1989
- Offen gesagt. Satz und Druck Druckerei Furtwängler, Denzlingen 1991
- Auch durch die Nacht – Ein deutsches Schicksal im 20. Jahrhundert. Satz und Druck Druckerei Furtwängler, Denzlingen 1992
- Gedanken zum Markusevangelium. Satz und Druck Druckerei Furtwängler, Denzlingen 1993
- Gedanken zum Galaterbrief. Satz und Druck Druckerei Furtwängler, Denzlingen 1994
- Wissenschaft und Gottesglaube. Satz und Druck Druckerei Furtwängler, Denzlingen 1995
- Warum und wozu? Satz Jens Wild Druck Druckerei Furtwängler, Denzlingen 1996
- Der historische Jesus. Satz und Druck Druckerei Furtwängler, Denzlingen 1996